# Alhambra (Califòrnia)
Alhambra és una ciutat del Comtat de Los Angeles a l'estat de Califòrnia. Segons el cens del 2000 tenia 85.804 habitants.

## Demografia
Segons el cens del 2000, Alhambra tenia 85.804 habitants, 29.111 habitatges, i 20.668 famílies. La densitat de població era de 4.347,7 habitants/km².
Dels 29.111 habitatges en un 33,1% hi vivien nens de menys de 18 anys, en un 48,3% hi vivien parelles casades, en un 16,4% dones solteres, i en un 29% no eren unitats familiars. En el 22,5% dels habitatges hi vivien persones soles el 7,7% de les quals corresponia a persones de 65 anys o més que vivien soles. El nombre mitjà de persones vivint en cada habitatge era de 2,88 i el nombre mitjà de persones que vivien en cada família era de 3,41.
Per edats la població es repartia de la següent manera: un 22,3% tenia menys de 18 anys, un 9,7% entre 18 i 24, un 34% entre 25 i 44, un 20,7% de 45 a 60 i un 13,2% 65 anys o més.
L'edat mediana era de 35 anys. Per cada 100 dones de 18 o més anys hi havia 84,8 homes.
La renda mediana per habitatge era de 39.213 $ i la renda mediana per família de 43.245 $. Els homes tenien una renda mediana de 33.847 $ mentre que les dones 29.122$. La renda per capita de la població era de 17.350 $. Entorn de l'11,5% de les famílies i el 14,3% de la població estaven per davall del llindar de pobresa.

## Poblacions properes
El següent diagrama mostra les poblacions més properes.